# Claudia Poll
Claudia María Poll Ahrens  (* 21. Dezember 1972 in Managua) ist eine ehemalige Schwimmerin aus Costa Rica.

## Werdegang
Sie wuchs zusammen mit ihrer älteren Schwester Silvia bei ihren deutschen Eltern in Costa Rica auf. Bei den Olympischen Spielen 1996 in Atlanta wurde sie die erste Sportlerin aus Costa Rica, die Olympiasiegerin wurde. Sie gewann die Goldmedaille über 200 m Freistil vor Franziska van Almsick und Dagmar Hase. Vier Jahre später in Sydney gelang ihr jeweils der Gewinn der Bronzemedaille über 200 und 400 m Freistil. Bei den Olympischen Spielen 2004 in Athen konnte sie keinen Endlauf mehr erreichen.
Im Jahr 1997 wurde sie zum Schwimmer des Jahres gewählt. Bei den Weltmeisterschaften 1998 wurde sie zudem Weltmeisterin über 200 m Freistil.
Ihre Schwester Silvia gewann bei den Olympischen Spielen 1988 in Seoul die Silbermedaille über 200 m Freistil.
2002 wurde Claudia Poll des Nandrolon-Dopings beschuldigt und für vier Jahre gesperrt. Diese Sperre wurde später auf zwei Jahre reduziert. Sie hat immer ihre Unschuld beteuert.